# Masters of the Universe: Revelation
Masters of the Universe: Revelation é a uma série de televisão estadunidense de fantasia de super-heróis desenvolvida por Kevin Smith e produzida pela Powerhouse Animation Studios. Uma sequência da série da He-Man and the Masters of the Universe de 1983 da Filmation, Masters of the Universe: Revelation enquanto ignora os eventos de As Novas Aventuras de He-Man (1990), o enredo de Revelation explora histórias não resolvidas da série original dos anos 1980, retomando muitas das jornadas dos personagens de onde pararam.
Anunciado na Power-Con de 2019, a equipe discutiu a preparação da série, apresentou o pôster do teaser e um breve esboço da história.
A série foi lançada em duas partes, com a primeira parte lançada pela Netflix em 23 de julho de 2021, logo depois, cinco episódios adicionais em 23 de novembro de 2021. Em junho de 2022, a Netflix anunciou uma continuação, Masters of the Universe: Revolution que estreou em 25 de janeiro de 2024.

## Premissa

### Revelation
O ataque final do Esqueleto ao Castelo Grayskull causou sua morte, pôs fim ao He-Man e danificou a fonte de toda a magia existente. Após a batalha ter fraturado Eternia, Teela deve resolver o mistério da Espada do Poder desaparecida para evitar o fim do Universo. Sua jornada finalmente revelará os segredos de Grayskull.

### Revolution
Após o retorno de He-Man e Teela agora assumindo o manto de Feiticeira do Castelo Grayskull, Esqueleto busca vingança após ser corrompido por um vírus tecnológico criado por seu mestre, Hordak. Com seu novo poder, Skeletor retoma sua vingança contra Eternos sob o disfarce de sua identidade anterior, Keldor. Enquanto Teela enfatiza seus deveres como Feiticeira, trazendo de volta a vida após a morte de Preternia após sua evisceração de Maligna.

## Elenco de Voz
- Chris Wood como "Príncipe Adam / He-Man"
- Mark Hamill como "Esqueleto"
- Sarah Michelle Gellar como "Teela "
- Liam Cunningham como "Duncan / Mentor"
- Lena Headey como "Evelyn / Maligna"
- Diedrich Bader como "Rei Randor" e "Mandíbula"
- Alicia Silverstone como "Rainha Marlena"
- Stephen Root como "Pacato / Gato Guerreiro"
- Griffin Newman como "Gorpo"
- Susan Eisenberg como Feiticeira "Teela Na" do Castelo de Grayskull / Falcão "Zoar"
- Kevin Michael Richardson como "Homem-Fera"
- Kevin Conroy como "Aquático"
- Henry Rollins como "Triclope"
- Jason Mewes como "Fétido"
- Alan Oppenheimer como "Homem-Musgo"
- Justin Long como "Roboto"
- Tony Todd como "Fulgor"
- Phil LaMarr como "He-Ro"
- Cree Summer como "Sarcedotisa" e Feiticeira "Kuduk Ungol" do Castelo de Grayskull
- Harley Quinn Smith como "Illena"
- Tiffany Smith como "Andra"
- Dennis Haysbert como Rei "Grayskull"
- Adam Gifford como "Vikor"
- Jay Tavare como "Wun-Dar"

## Produção

### Desenvolvimento
Em 18 de dezembro de 2019, a Netflix anunciou dois novos projetos de Masters of the Universe em desenvolvimento, um anime voltado para adultos descrita como uma sequência direta da série de televisão He-Man and the Masters of the Universe de 1983 e uma série CGI dirigido a crianças.
Em agosto de 2019, Kevin Smith anunciou oficialmente a série, intitulada Masters of the Universe: Revelation, na convenção anual Power-Con em 2019, e que ele serviria como showrunner e produtor executivo, escrevendo a série ao lado de Eric Carrasco, Tim Sheridan, Diya Mishra e Marc Bernardin co-apresentador do Fatman Beyond. Durante a promoção do programa, Smith afirmou que o Apocalipse surgiu do desejo de contar uma história ambientada no mundo da Eternia, ao mesmo tempo em que era capaz de resolver qualquer trama persistente da série original. Ele também disse que o show é montado como se fosse o próximo episódio da série original, mas ainda está acessível para quem nunca viu o show original. Em novembro de 2019, ND Stevenson expressou interesse em um potencial crossover de especial de Natal entre o anime e sua série original da Netflix, She-Ra e as Princesas do Poder de 2018, apesar de ser uma sequência da série original e um desenho animado não DreamWorks.

### Elenco
Em 14 de fevereiro de 2020, o elenco de voz inicial para a série foi oficialmente confirmado, com Chris Wood para interpretar o Príncipe Adam / He-Man e Mark Hamill interpretando Esqueleto. Em 2 de julho de 2021, três semanas antes da estreia do programa, três dubladores adicionais foram anunciados para se juntar à série, sendo um deles Dennis Haysbert para dublar Rei Grayskull.

### Animação
Na mesma época do anúncio do programa, foi revelado que Powerhouse Animation Studios estaria fornecendo seus serviços para a série, inspirando-se na animação japonesa.

### Música
Em 8 de fevereiro de 2021, foi revelado que Bear McCreary estaria compondo a trilha sonora da série.

## Série subsequente
Em maio de 2022, Mark Hamill revelou que estava gravando mais episódios da série. No mês seguinte, no evento Geeked Week da Netflix, esta série seguinte foi revelada como sendo intitulada Masters of the Universe: Revolution. Em dezembro de 2023, durante Fatman Beyond, Kevin Smith revelou que Revolution esteraria em 2024.

## Outras mídias

### Revista em quadrinhos
Em 22 de abril de 2021, foi anunciado que a Mattel e a Dark Horse Comics lançariam uma revista em quadrinhos de Masters of the Universe Revelation para acompanhar a série. A revista em quadrinhos servirá como uma prequela da série Netflix e será lançada como uma minissérie de quatro edições. A primeira edição foi lançada em 7 de julho de 2021.

### Aftershow
Em 10 de junho de 2021, foi revelado que um aftershow intitulado Revelations: The Masters of the Universe Revelation Aftershow iria estrear junto com a estreia da série em 23 de julho de 2021, com Kevin Smith, Rob David e Tiffany Smith servindo como apresentadores.

## Liberação e recepção do público
Masters of the Universe: Revelation está sendo lançada em duas partes, a primeira parte de cinco episódios, estreou em 23 de julho de 2021.

### Recepção do público
Após o anúncio da divulgação da série pela Netflix que teria como diretor Kevin Smith dando detalhes de que a série seria uma continuação da série clássica dos anos 80, o entusiasmo dos fãs que acompanharam a série clássica foi visível nas mídias sociais, no entanto, após o lançamento da primeira parte da primeira temporada foi visível a frustração dos mesmos. Segundo a maioria do público, a série não condiz com a propaganda do trailer que colocava He-Man em posição de destaque o que levou as pessoas a acreditarem que seria uma série no qual ele seria o protagonista. Em apenas 5 dias a série já não estava no Top 3 da plataforma de streaming da Netflix, e em uma semana a série já não estava mais nos Top 10 do ranking o que demonstrou claramente a insatisfação do público.
No site "AdoroCinema" a série em apenas uma semana após sua estréia era avaliada com somente 2 estrelas de 5, máximo pelo site.[carece de fontes?]
Já o site "Rotten Tomatoes", referência de avaliação a nível mundial a série chegou a marcar 28% apenas de aprovação do público, deixando visível a reprovação da maioria daqueles que assistiram a primeira parte. Atualmente a série conta com apenas 37% de aprovação no site.[carece de fontes?]
Entre os usuários do Google, a nota pela avaliação da série está em 46% (no dia 07 de agosto de 2021).[carece de fontes?]
Kevin Smith sofreu duras críticas em relação ao público mais purista e saudosista, segundo levantamento pelo site "observatoriodocinema", as principais críticas ocorrem pelo fato do não protagonismo do personagem He-Man que foi o personagem principal na série clássica dos anos 80, além de furos de roteiro que são antagônicos a história clássica do desenho.[carece de fontes?]
A repercussão negativa causou desconforto ao diretor responsável pela produção do desenho, ao ponto de ocorrerem discussões nas redes sociais com usuários, chegando ao ponto em Kevin Smith mandarem "assistir o desenho clássico novamente" ou em dizer "não entenderam o desenho original". O ponto máximo do embate foi em o diretor chamar quem não gostou da versão de 2021 de que eles "não eram fãs".[carece de fontes?]
Após sofrer muito com a crítica pública em seu canal de YouTube, chegando ao ponto de toda tentativa de explicar maiores detalhes da série, a quantidade de dislikes era superior aos de likes a cada novo vídeo publicado em seu canal.[carece de fontes?]
A Netflix precisou usar o seu canal de YouTube "Netflix Brasil" com o título "Mestres do Universo - Salvando Eternia: Final Explicado", enviando um vídeo para explicar detalhes da trama e o que estaria por vir nos próximos episódios na tentativa de evitar o aumento das críticas negativas por parte do público.[carece de fontes?]